# Casa a Son 2
La Casa a Son 2 és una casa de Son, al municipi d'Alt Àneu (Pallars Sobirà) inclosa a l'Inventari del Patrimoni Arquitectònic de Catalunya.

## Descripció
Casa constituïda per planta baixa i tres pisos, l'últim de mansarda, amb façana principal orientada a l'est en la Plaça Major, situada sota el lateral de la coberta de llicorella a dues vessants. A la façana, arrebossada, s'obren a nivell de terra una ampla porta dovellada d'arc lleugerament rebaixat i dues finestres amb llindes de fusta. Al primer pis hi ha dues grans obertures protegides per baranes de ferro. Al segon pis, al centre de la façana, s'obre un balcó de fusta amb faldonet extremadament perfilat i gravat formant volutes i estilitzades formes vegetals o simplement geomètriques. Balustres de ferro forjat cargolat als extrems i al centre de la barana igualment amb ferro forjat es dibuixa una roseta i sota aquesta apareixen unes inicials i la data de construcció del balcó: 1909.